# Kenneth Porter (Offizier)
Sir Melvin Kenneth Drowley Porter KCB CBE FRAeS FIEE (* 12. November 1912; † 28. März 2003) war ein britischer Luftwaffenoffizier der Royal Air Force, der zuletzt im Range eines Generalleutnants (Air Marshal) zwischen 1966 und 1970 Kommandierender General des Luftwaffeninstandhaltungskommandos (RAF Maintenance Command) sowie zugleich von 1968 bis 1970 Leiter der Ingenieurabteilung der RAF war. Aufgrund seiner militärischen Verdienste im Zweiten Weltkrieg wurde er drei Mal im Kriegsbericht erwähnt (Mentioned in dispatches).

## Leben

### Militärische Ausbildung und Zweiter Weltkrieg
Porter begann nach dem Schulbesuch im Januar 1928 eine Ausbildung zum Fluggerätmechaniker an der Technischen Ausbildungsschule 1 (No. 1 School of Technical Training RAF), an der er zum 17. Ausbildungslehrgang (17th Entry) gehörte. Nach deren Abschluss begann er 1931 seine fliegerische Ausbildung als Flight Cadet in der B-Squadron des Royal Air Force College Cranwell, der Offiziersschule der britischen Luftstreitkräfte, und gehörte zur Collegemannschaft im Fußball und Boxen. Nach Abschluss der Ausbildung wurde er am 17. Dezember 1932 als Berufssoldat (Permanent Commission) in die RAF übernommen und nach seiner gleichzeitigen Beförderung zum Leutnant (Pilot Officer) Pilot bei der No. 2 Squadron RAF. Am 17. Juni 1934 erfolgte dort auch seine Beförderung zum Oberleutnant (Flying Officer). Aufgrund einer Erkrankung wurde er ab dem 8. November 1934 überplanmäßig im Luftwaffendepot eingesetzt, ehe er seit dem 29. April 1936 die Elektrotechnik- und Funkschule (Electrical and Wireless School) besuchte und dort am 1. Oktober 1936 auch seine Beförderung zum Hauptmann (Flight Lieutenant) erhielt.
Nach Abschluss der Ausbildung an der Elektrotechnik- und Funkschule wurde Porter am 30. Juni 1937 Fernmeldeoffizier in der No. 2 Squadron RAF. Nach seiner Beförderung zum Major (Squadron Leader) am 1. April 1939 wurde er am 1. Mai 1939 Chef-Fernmeldeoffizier im Ballonkommando (RAF Balloon Command), dem für die Sperrballon-Einheiten zuständigen Kommando der RAF. Am 24. April 1940 wechselte er in den Technischen Dienst der RAF und war anfangs stellvertretender Chef-Fernmeldeoffizier sowie ab dem 24. Januar 1941 Chef-Fernmeldeoffizier im Hauptquartier der No. 11 Group RAF. Am 24. September 1941 sowie am 11. Juni 1942 wurde er aufgrund seiner militärischen Verdienste im Kriegsbericht erwähnt (Mentioned in dispatches). Am 1. Januar 1943 wurde ihm des Weiteren das Offizierskreuz des Order of the British Empire (OBE) verliehen.
Nachdem Porter zwischen dem 19. März und dem 1. Juni 1943 Chef-Fernmeldeoffizier der No. 83 Group RAF war, wurde er Chef-Fernmeldeoffizier im Hauptquartier der Taktischen Luftflotte TAF (RAF Tactical Air Force) beziehungsweise ab dem 15. November 1943 der daraus hervorgegangenen RAF Second Tactical Air Force (2TAF). Auf diesem Posten verblieb er bis zum Ende des Zweiten Weltkrieges. Am 8. Juni 1944 wurde er außerdem Commander des Order of the British Empire (CBE).

### Stabsoffizier in der Nachkriegszeit
Nach Kriegsende wurde Porter, der am 1. Januar 1946 zum dritten Mal im Kriegsbericht erwähnt wurde, 1946 Offizier im Luftwaffenstab in der Unterabteilung für alliierte Luftwaffenzusammenarbeit und auswärtige Beziehungen. Am 15. März 1946 wurde er mit dem Offizierskreuz des US-amerikanischen Legion of Merit geehrt. Nach seiner Beförderung zum Oberstleutnant (Wing Commander) am 1. Juli 1947 wurde er Offizier im Führungsstab des RAF Staff College, Andover, an dem er am 1. Januar 1949 auch zum Oberst (Group Captain) befördert wurde. Am 4. Februar 1950 wechselte er als Leitender Technischer Offizier STSO (Senior Technical Staff Officer) ins Hauptquartier der No. 205 Group RAF und übernahm danach 1952 den Posten als Kommandant der Luftwaffenfernmeldeschule 2 (No. 2 Air Signallers School RAF). Im Februar 1953 erfolgte seine Ernennung zum Kommandeur des Luftwaffenstützpunktes RAF Swanton Morley und in Personalunion zum Kommandanten der Luftwaffenfernmeldeschule 1 (No. 1 Air Signallers School RAF) sowie am 14. Juni 1954 zum Kommando-Fernmeldeoffizier der RAF Second Tactical Air Force.
Danach übernahm Porter am 19. Dezember 1955 den Posten als Kommando-Fernmeldeoffizier des Angriffskommandos (RAF Fighter Command) und besuchte ab 1958 das Imperial Defence College (IDC) in London. Dort erfolgte am 1. Juli 1958 seine Beförderung zum Brigadegeneral (Air Commodore) sowie am 1. Januar 1959 seine Ernennung zum Companion des Order of the Bath (CB). Im Juni 1960 wurde er Kommandeur (Air Officer Commanding) der Luftstreitkräftebasis RAF St Athan sowie in Personalunion Kommandant der Schule für technische Ausbildung 4 (No. 4 School of Technical Training RAF).

### Aufstieg zum Air Marshal
Am 12. September 1961 wechselte Porter ins Verteidigungsministerium (Ministry of Defence) und übernahm dort die Funktion als Leiter der Hauptausbildung Grundausbildung. Als solcher wurde er am 1. Juli 1962 zum Generalmajor (Air Vice Marshal) befördert. Anschließend fungierte er als Nachfolger von Air Vice Marshal Colin Stewart zwischen dem 6. April 1964 und dem 2. Juli 1966 als Leiter der Hauptabteilung Fernmeldewesen im Luftwaffenstab (Director General of Signals ).
Zuletzt wurde Porter am 2. Juli 1966 Nachfolger von Air Marshal Norman Coslett Kommandierender General (Air Officer Commanding in Chief) des Luftwaffeninstandhaltungskommandos (RAF Maintenance Command) und verblieb in dieser Verwendung bis zu seiner Ablösung durch Air Vice Marshal John Rowlands am 13. April 1970. Am 1. Januar 1967 wurde er zum Knight Commander des Order of the Bath (KCB) geschlagen und führte seitdem den Namenszusatz „Sir“. Am 1. Juli 1967 wurde er außerdem zum Generalleutnant (Air Marshal) befördert. Zugleich war er zwischen 1968 und 1970 in Personalunion Leiter der Ingenieurabteilung der RAF. Am 8. Juni 1970 schied er aus dem aktiven militärischen Dienst aus.
Nach seinem Eintritt in den Ruhestand wurde Porter, der auch Fellow der Royal Aeronautical Society (FRAeS) sowie der Institution of Electrical Engineers (FIEE) war, 1970 Leiter für technische Bildungsprojekte am University College Cardiff und übte diese Funktion bis 1974 aus.